# 王冠中
王冠中（1953年2月—），黑龙江省肇东市人，中国人民解放军上将。曾任中央军委联合参谋部副参谋长。

## 生平
1970年12月参加中国人民解放军。中共中央党校研究生院科学社会主义专业毕业。曾是原中央军委副主席兼秘书长杨尚昆的秘书。1987年6月，任陆军师司令部直工科科长。1988年8月，任沈阳军区政治部宣传部理论研究室副团职干事、正团职干事。1990年1月，任总政治部宣传部理论研究室正团职干事、副主任。1996年6月，任军委办公厅综合调研局正师职研究员、副局长（保留正师职待遇）、副军职研究员。
2000年7月，任中央军委办公厅综合调研局局长。2001年2月，任军委办公厅副主任，2004年，升任正军级副主任。2007年，任军委办公厅主任。2007年，当选中国共产党第十七届中央纪律检查委员会委员。2008年，当选第十一届全国人大代表。
2012年10月，任中国人民解放军副总参谋长。2012年10月，当选中国共产党第十八届中央委员会委员。2016年1月，任新成立的中央军委联合参谋部副参谋长。
2009年，晋升中将军衔。2015年7月，晋升上将军衔。